# الحرية والمواطنة
الحرية والمواطنة (بالفرنسية:Association Liberté et Citoyenneté ) (بالإنجليزية:Freedom and Citizenship Association ) هي منظمة غير ربحية تنشط في موريتانيا
حصلت على ترخيص رسمي عام 2018 من قبل السلطات المختصة بموريتانيا وتم إشهارها بالجريدة الرسمية العدد 1429 والاسم المختصر لهذه المنظمة يكتب بالحروف اللاتينية FC.Mauritania

## تفاصيل

### إهتمامات المنظمة
تهتم هذه المنظمة بتعزيز قيم المواطنة والحريات مثل حرية الفرد، الحريات الجماعية، اقتصاد السوق الحر .
وتهتم أيضا بتعزيز ثقافة التطوع و المساهمة كغيرها من المنظمات والجمعيات الخيرية في إيجاد الحلول لبعض المشاكل الاجتماعية والثقافية التي يعاني منها بعض سكان موريتانيا 

### الأهداف
تهدف منظمة الحرية والمواطنة F.C.Mauritania حسب ما جاء في نظامها الأساسي ومنشوراتها الرسمية إلى مايلي 
1 –التعليم المدني لتعزيز قيم المواطنة والوحدة الوطنية وحقوق الإنسان، واحترام المؤسسات والقوانين والدستور وتعزيز قيم الحرية الفردية واقتصاد السوق الحر.
2–التوعية المجتمعية ضد الإدمان، الهجرة الغير شرعية، عدم إحترام القانون
3–التكوين والقيام بدورات في مجال ريادة الأعمال وإدارة المشاريع الصغيرة والمتوسطة
4–القيام بحملات إعلامية وندوات تثقيفية في مجالات الصحة وحقوق المرأة ومجالات متنوعة  وأنشطة تربوية كالأمسيات الثقافية والترفيهية، وتنظيم المخيمات ودورات رياضية والملتقيات والدورات والبرامج التكوينية
5–التعريف بأهمية التعليم ومحاربة التسرب المدرسي

### عضويات
منظمة أو جمعية الحرية والمواطنة هي عضو في منصة الرقمية للجمعيات في وزارة الشباب والرياضة الموريتانية  وعضو أيضا في شبكة أطلس الدولية 

## وصلات خارجية
- الموقع الرسمي للحرية والمواطنة